# Crassula rupestris
Crassula rupestris és una espècie de planta suculenta del gènere Crassula de la família de les Crassulaceae. És originària de les províncies del Cap (Sud-àfrica) i Namíbia.

## Taxonomia
Crassula rupestris L. f. va ser ser descrita per Carl von Linnaeus i publicada a Supplementum Plantarum 189. 1781.
Etimologia
- Crassula: nom genèric que prové del llatí crassus, que significa 'gruixut', en referència a les fulles suculentes del gènere.[3]
- rupestris : epítet llatí que significa 'de les roques'.[4]

## Subespècies
- Crassula rupestris subsp. commutata (Friedr.) Toelken
- Crassula rupestris subsp. marnieriana (Huber & Jacobsen) Toelken

## Galeria d'imatges

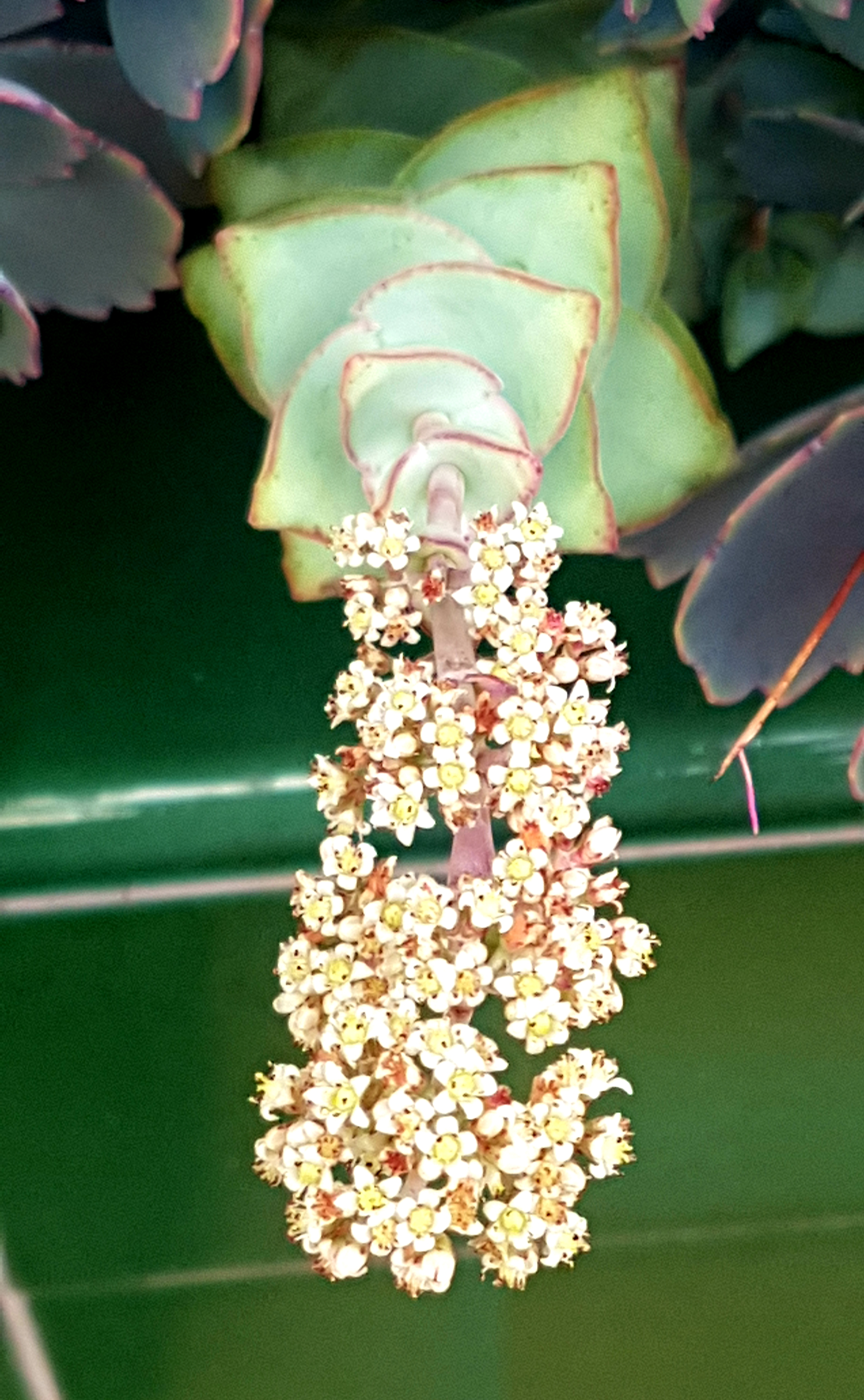
Inflorescència de la Crassula rupestris subsp. commutata
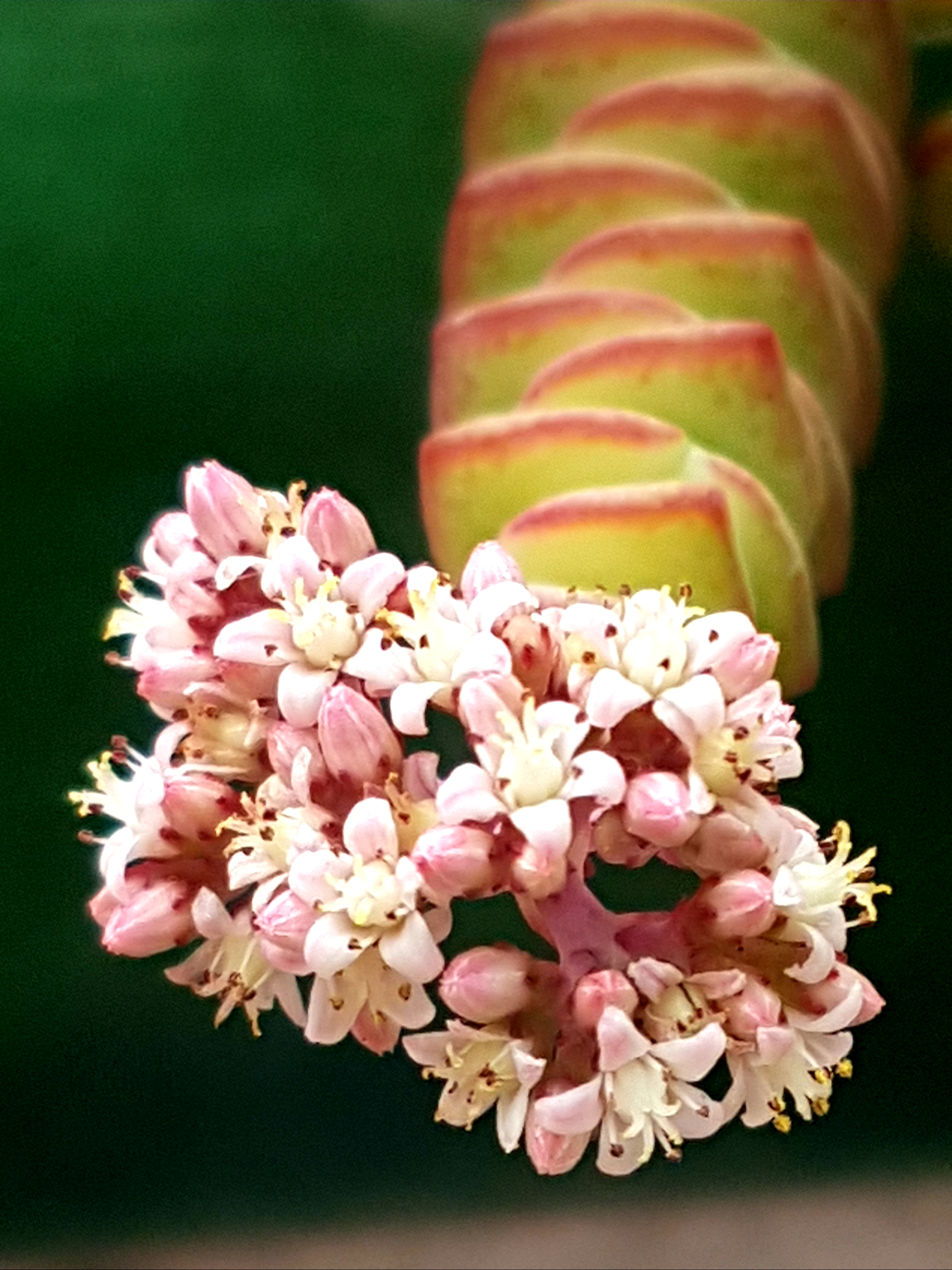
Inflorescència de la Crassula rupestris subsp. marnieriana